# 圣马丁大区
聖馬丁大區（西班牙語：Departamento de San Martín）是秘魯中北部的一個大區。面積为51,253.31平方公里，人口为989,973人（2007年）。首府莫約班巴，最大城市塔拉波托。
1906年9月4日建區，並以拉丁美洲反西班牙殖民英雄何塞·德·聖馬丁命名。下分10省77區。